# Llocnou de Sant Jeroni (kommunhuvudort)
Llocnou de Sant Jeroni är en kommunhuvudort i Spanien.   Den ligger i provinsen Província de València och regionen Valencia, i den östra delen av landet, 300 km sydost om huvudstaden Madrid. Llocnou de Sant Jeroni ligger 136 meter över havet och antalet invånare är 568.
Terrängen runt Llocnou de Sant Jeroni är huvudsakligen kuperad, men västerut är den platt. Runt Llocnou de Sant Jeroni är det ganska glesbefolkat, med 43 invånare per kvadratkilometer. Närmaste större samhälle är Gandia, 10,3 km nordost om Llocnou de Sant Jeroni. 